# Ratpenat pilós nan
El ratpenat pilós nan (Kerivoula pusilla) és una espècie de ratpenat de la família dels vespertiliònids. Viu a Borneo i la Tailàndia peninsular. Anteriorment era considerat una subespècie del ratpenat pilós de Whitehead (K. whiteheadi). Les dues subespècies, K. p. bicolor i K. p. pusilla, es diferencien pel color de la punta de les ales, el pelatge ventral, l'amplada del rostre i la mida del canal rostral. El seu nom específic, pusillus, significa 'minúscul' en llatí.